# رومولو والی
رومولو والی (ایتالیایی: Romolo Valli؛ ۷ فوریهٔ ۱۹۲۵ – ۱ فوریهٔ ۱۹۸۰) یک هنرپیشه و صدا پیشه اهل ایتالیا بود.

## فیلم‌شناسی
- بابی دیرفیلد (۱۹۷۷)
- ۱۹۰۰ (۱۹۷۶)
- تابلوی خانواده در صحنه‌ای از زندگی روزانه (۱۹۷۴)
- چی؟ (۱۹۷۲)
- سرت را بدزد، احمق! (۱۹۷۱)
- مرگ در ونیز (۱۹۷۱)
- باغ فینزی کوینتینی (۱۹۷۰)
- باربارلا (۱۹۶۸)
- ملاقات (۱۹۶۴)
- یاغیان ازدواج (۱۹۶۳)
- پلنگ (۱۹۶۳)
- یک داستان میلانی (۱۹۶۲)
- پنج زن بدنام (۱۹۶۰)
- جنگ بزرگ (۱۹۵۹)